# محمدآباد (چشمه زیارت، یک)
محمدآباد یا محمدآباد چشمه روستایی در دهستان چشمه زیارت بخش مرکزی شهرستان زاهدان استان سیستان و بلوچستان ایران است.

## جمعیت
بر پایه سرشماری عمومی نفوس و مسکن در سال ۱۳۹۵ جمعیت این روستا ۱۹۰ نفر (۵۰خانوار) بوده‌است.